# دون لي (لاعب كرة قدم أمريكية)
دون لي (بالإنجليزية: Don Lee)‏ هو لاعب كرة قدم أمريكية أمريكي، ولد في 1971.